# Pays du cuivre

Carte de la région.

Le Pays du cuivre (en anglais : Copper Country) est une région du nord-ouest de la péninsule supérieure de l'État du Michigan qui inclut le comté de Keweenaw et les comtés voisins.  Le gisement s'étend en tout sur une longueur de près de 160 km, mais d'une qualité très variable.

## Histoire
Le Pays du cuivre a fourni les premiers gisements de cuivre aux États-Unis. Après une première tentative de Louis Denys de la Ronde en 1737, celui de la péninsule de Keweenaw est redécouvert en 1841 par le géologue de l'État du Michigan, Douglass Houghton, qui deviendra plus tard maire de Détroit. En 1842, les indiens Chippewa cèdent leurs droits de propriété sur un territoire de 30 000 mi2 (77 700 km2) au gouvernement américain, qui le met aux enchères par petits bouts et en 1843, des aventuriers déferlent sur Copper Harbor, par bateau, car il n'y a ni piste ni route, une bonne partie d'entre eux arrive du Canada. Un total de cent-quatre sociétés est déjà constitué en 1847, lorsque cesse une première vague de délivrance de permis d'extraction. Mais sur les vingt-quatre compagnies cotées en Bourse formées entre 1844 et 1850, seulement six auront payé des dividendes.
La Lake Superior Mining Company et la Pittsburgh and Boston Copper Harbor Mining Company sont les seules à avoir émergé. La seconde commence ses opérations dès 1845 à la "Cliff mine", dans de petits volumes, avec un minerai extrêmement riche, d'une teneur de 26 %, tandis que celle de la "Phoenix Mine" atteint en 1846 une profondeur de trente mètres. Ce sera la plus productive des États-Unis de 1845 à 1854, l'activité à grande échelle stoppant en 1878, après un versement cumulé de 2,5 millions de dollars aux actionnaires, soit vingt-deux fois leur investissement initial. Dès 1849 est versé un dividende de dix dollars pour chacune des 6 000 actions.
La veine fissurée de Minesota est découverte en 1847 lorsque les prospecteurs menés par Sam Knapp tombent sur un bloc de près de cinq tonnes de cuivre natif trouvé par les mineurs amérindiens. Exploitée dès 1848 par la Minesota Mining Company, c'est la mine américaine la plus importante de 1855 à 1862, avec dix puits, dont l'un profond de 366 m. En 1856, un bloc de cuivre natif de 478 t est découvert, tandis que le gisement est épuisé en 1870, les cours ayant chuté à 19 cents par livre contre 55 cents en 1864. Cette société aura versé 1,82 million de dollars de dividendes au cours de sa vie. La société s'appelle d'abord Vulcan Mining Company, créée par un groupe de prospecteurs de Détroit menés par Jonas Titus, qui lèvent 450 000 dollars via 3 000 actions de 150 dollars. Elle est ensuite rebaptisée Minesota Mining Company, avec les mêmes actionnaires.
L'expansion est relancée après les découvertes de 1858, suivies de l'apparition d'une trentaine de compagnies cuprifères à la Bourse de Boston dès le milieu des années 1860, puis après 1867, quand le géologue Alexander Emanuel Agassiz rationalise l'exploitation de la principale, la compagnie Calumet et Hecla.
En 1885, les dix-sept mines du secteur appelé Lake Mines produisent 77 000 000 lb (34 926 612 kg) de cuivre, le double de la production d'Anaconda Copper, société basée à Butte.

## L'exploitation en haute profondeur
Le directeur de l'Osceola Mine, John Daniell, estime que le gisement Calumet, de forme inclinée en biais, se prolonge vers l'ouest, à l'extérieur des terres appartenant à la société Calumet et Hecla, à une profondeur d'au moins 800 m et probablement beaucoup plus. Il perce alors les cinq puits de la Tamarack Mine en 1882, à une profondeur moyenne de 1 400 m, l'un d'eux dépassant 1 600 m. Son hypothèse se vérifie et il réalise d'importants profits de 1887 à 1907 puis revend en 1917, la Tamarack à la Calumet et Hecla pour trois millions de dollars.
La Calumet et Hecla se met à creuser aussi beaucoup plus profond, grâce à une machine mise au point par son président Alexander Emanuel Agassiz, qui permet de remonter le minerai très vite en grande quantité. Mais dès 1896, l'exploitation est rendue très difficile et coûteuse par la température au fond de son puits le plus important, le Red Jacket (« Veste rouge »), à 1 500 m de profondeur car elle atteint 87,6 °F (31 °C), même si elle est tempérée par la proximité des eaux du Lac Supérieur, dont la présence favorise par ailleurs l'excavation et l'exploitation. Le puits est creusé en biais, sur une longueur totale de 1 900 m, pour épouser la forme du gisement.
Les mines du Pays du cuivre ont souffert de la baisse des prix du cuivre après la Panique bancaire de 1907, suivie d'une reprise sur fond de Première Guerre mondiale. Elles ont continué à produire de grandes quantités de cuivre jusqu'aux années 1920, quand la production ont commencé à diminuer. En 1910, c'est 20 % de l'offre américaine de cuivre contre 40 % en 1890. Entre-temps, le Montana, qui bénéficie d'une exploitation peu coûteuse car à ciel ouvert, et l'Arizona sont tous les deux passés à 30 % de l'offre américaine, le second grâce à des coûts de production plus bas, le premier grâce à des sous-produits du cuivre comme l'argent-métal.

## Le creuset d'une large immigration

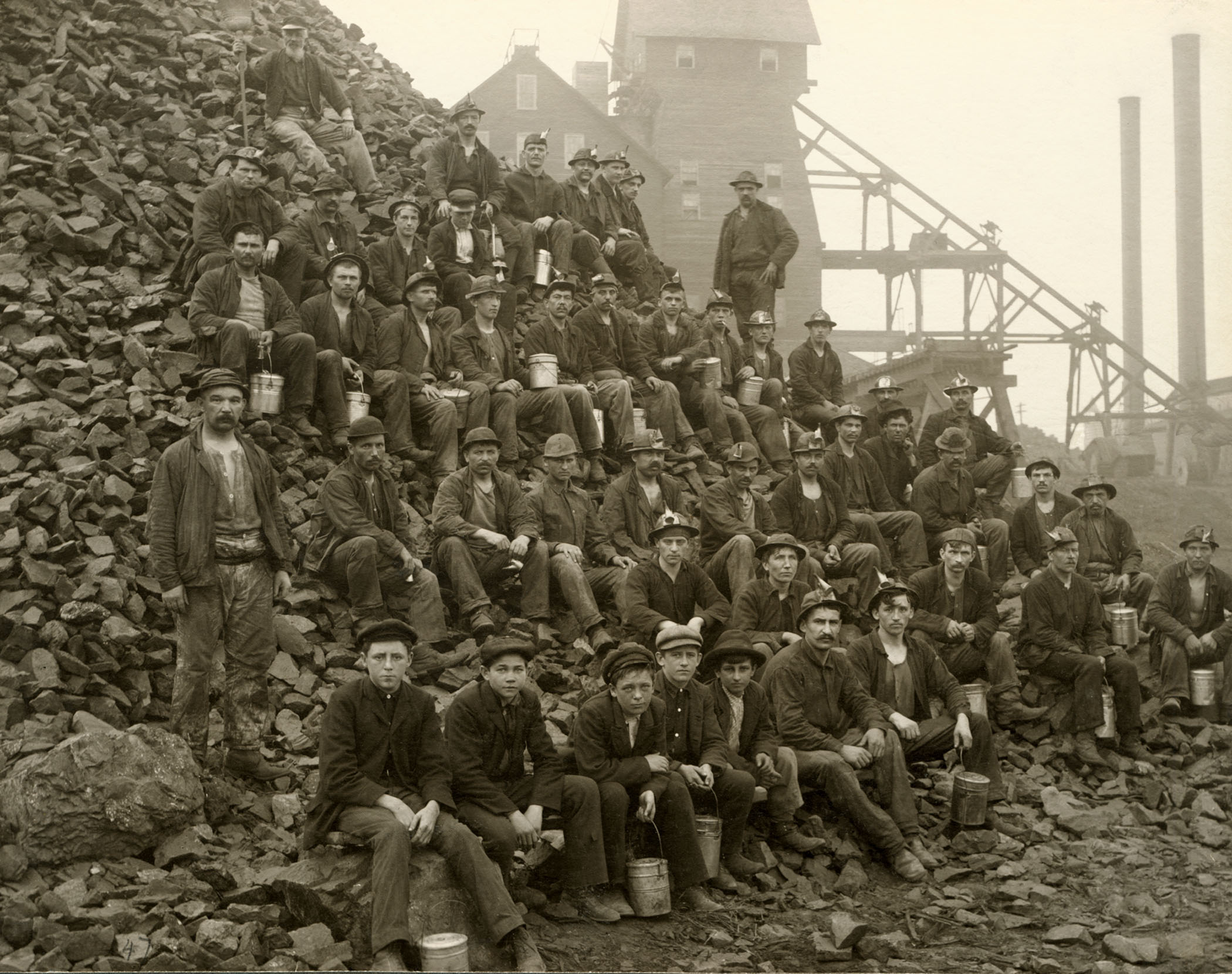
Mineurs de la mine Tamarack, une des mines les plus productives du Pays du cuivre.

Pendant les dernières décennies du XIXe siècle, le Pays du cuivre a attiré un grand nombre d'immigrés de la Finlande, la Suède, l'Allemagne et les Cornouailles. En 1910, la population des deux principales villes, Calumet et Laurium (Michigan), s'élève à 33 000 personnes, puis elle divisée par deux en trente ans.
Néanmoins, certaines des mines sont restées ouvertes pour la majeure partie du siècle. La dernière mine a été fermée en 1995. Malgré la fin de cette industrie, le nom Pays du cuivre reste encore pour indiquer la région.